# Wayne Gardner
Wayne Michael Gardner, född 1959 i Wollongong, New South Wales är en före detta australisk motorcykelförare, världsmästare i roadracing 500GP 1987.

## Racingkarriär
Efter att påbörjat sin racingkarriär 1978 hemma i Australien och visat sig vara mycket lovande fick Gardner 1984 en styrning med Rothmans Honda i 500GP-klassen i Roadracing-VM. Han vann sin första Grand Prix-seger på spanska Jarama 1986 och 1987 blev han världsmästare efter att ha vunnit 7 av 14 race. Gardner var Honda och trogen alla åtta säsonger i världsmästerskapen. 1988 års Honda NSR500 var mycket snabb men extremt svårhanterlig. Gardner kämpade med maskinen för att hålla den på banan och före Yamahas Eddie Lawson. Lawson vann till slut VM det året. Gardners följande säsonger förstördes av skador, men han visade då och då sin kapacitet, som vid segern i Australiens Grand Prix 1989 och i Storbritanniens Grand Prix avskedsåret 1992. Efter Roadracingen tävlade Gardner i ATCC, med vissa framgångar.

## VM-säsonger
| Säsong | Klass | Plac. | Poäng | Segrar | Motorcykel |
| ------ | ----- | ----- | ----- | ------ | ---------- |
| 1984   | 500GP | 7     | 33    |        | Honda      |
| 1985   | 500GP | 4     | 73    |        | Honda      |
| 1986   | 500GP | 2     | 117   | 3      | Honda      |
| 1987   | 500GP | 1     | 178   | 7      | Honda      |
| 1988   | 500GP | 2     | 229   | 4      | Honda      |
| 1989   | 500GP | 10    | 67    | 1      | Honda      |
| 1990   | 500GP | 5     | 138   | 2      | Honda      |
| 1991   | 500GP | 5     | 161   |        | Honda      |
| 1992   | 500GP | 6     | 78    | 1      | Honda      |

## Segrar 500GP
| Nr | Grand Prix      | År   |
| -- | --------------- | ---- |
| 1  | Spanien         | 1986 |
| 2  | Holland         | 1986 |
| 3  | Storbritannien  | 1986 |
| 4  | Spanien         | 1987 |
| 5  | Italien         | 1987 |
| 6  | Österrike       | 1987 |
| 7  | Jugoslavien     | 1987 |
| 8  | Sverige         | 1987 |
| 9  | Tjeckoslovakien | 1987 |
| 10 | Brasilien       | 1987 |
| 11 | Holland         | 1988 |
| 12 | Belgien         | 1988 |
| 13 | Jugoslavien     | 1988 |
| 14 | Tjeckoslovakien | 1988 |
| 15 | Australien      | 1989 |
| 16 | Spanien         | 1990 |
| 17 | Australien      | 1990 |
| 18 | Storbritannien  | 1992 |